# Brigitte Baki
Brigitte Baki (geboren 1957 als Brigitte Müller) ist eine deutsche Erzieherin, Sozialpädagogin und Gewerkschafterin. Von 2005 bis 2011 war sie Richterin am Thüringer Verfassungsgerichtshof.

## Ausbildung
Von 1963 bis 1973 besuchte Brigitte Baki die Karl-Liebknecht-Oberschule Schönbrunn, Suhl, und absolvierte dann die Ausbildung zur Kindergärtnerin. Nach einer Tätigkeit als Kindergärtnerin und  Arbeitslosenberaterin absolvierte sie ein berufsbegleitendes Studium der Sozialpädagogik an der FH Erfurt und machte 1995 ihren Abschluss als Diplom-Sozialpädagogin/-arbeiterin.

## Karriere
Auf das Studium folgte eine Projektmitarbeit an der Erstellung des 1. Thüringer Sozialberichtes sowie bei der Struktur- und Technologieberatungsagentur für Arbeitnehmerinnen und Arbeitnehmer in Thüringen (START) e.V. 1998 nahm Brigitte Baki eine sozialpädagogische Tätigkeit bei einer Einrichtung zur beruflichen Weiterbildung auf.
Seit 2004 war Brigitte Baki Gewerkschaftssekretärin und Referatsleiterin Arbeitsmarkt/Sozialpolitik beim Deutschen Gewerkschaftsbund DGB Hessen-Thüringen.
Seit 2009 war Brigitte Baki in der AOK-Selbstverwaltung tätig. Von 2011 bis 2019 war sie Vorsitzende des Verwaltungsrats der AOK Hessen. Dieser ist das zentrale Kontrollorgan der AOK.
Im September 2005 wurde Brigitte Baki von CDU, Die Linkspartei.PDS und der SPD dem Thüringer Landtag als Richterin am Thüringer Verfassungsgerichtshof vorgeschlagen und später als solche gewählt. Im Mai 2010 schlugen die Fraktionen der CDU, DIE LINKE, der SPD, der FDP und Bündnis 90/Die Grünen dem Thüringer Landtag Brigitte Baki erneut zur Wahl zur Richterin am Verfassungsgerichtshof Thüringen vor. Sie wurde wiedergewählt und übte das Amt bis Mitte 2011 aus. Ihre Nachfolgerin im Amt wurde Renate Licht.

## Auszeichnungen und Ehrungen
- 2019 Ehrennadel des AOK-Bundesverbandes[10]

## Positionen
Das 2013 eingeführte Betreuungsgeld lehnte Brigitte Baki ab. Es werde vor allem Frauen davon abhalten, (zurück) in den Beruf zu gehen und dort das Geld für eine qualifizierte frühkindliche Bildung zu erarbeiten und gleichzeitig für ihr Alter vorzusorgen.
Brigitte Baki äußerte sich 2019 im Namen der AOK Hessen kritisch zum geplanten Faire-Kassenwahl-Gesetz (GKV-FKG) des Bundesgesundheitsministeriums.

## Publikationen (Auswahl)
- Brigitte Baki/Anja Bultemeier, unter Mitarbeit von Martina Kattein und Jürgen Neubert: Erfassung von Umfang, Struktur und Entwicklungsdynamik geringfügiger Beschäftigung in Thüringen, START-Forschungsbericht 11, Erfurt 1998
- Brigitte Baki, Martina Kattein: Geringfügige Beschäftigung in Thüringen. Nutzung des Arbeitsmarkt-Monitors Sachsen-Anhalt. In: Thomas Ketzmerik / Bettina Wiener (Hrsg.): Kombilohn - geringfügige Beschäftigung - Erwerbsverläufe.Das vierte FORUM zu den Arbeitsmarktdaten Sachsen-Anhalt. Martin-Luther-Universität Halle-Wittenberg Institut für Soziologie, 1999, S. 23–30
- Die Einführung eines gesetzlichenMindestlohns in Deutschland – eine erste Bilanz. In: Perspektiefe, 39, März 2016